# Bining
Bining é uma comuna francesa na região administrativa de Grande Leste, no departamento de Mosela. Estende-se por uma área de 15,91 km². Em 2010 a comuna tinha 1 218 habitantes (densidade: 76,6 hab./km²).